# Hanna Oftedal Sagosen
Hanna Oftedal Sagosen (* 4. Juli 1994 in Oslo, Norwegen, geborene Hanna Bredal Oftedal) ist eine ehemalige norwegische Handballspielerin.

## Karriere
Oftedal spielte bis zum Sommer 2011 bei Helset IF, jedoch lief sie zusätzlich in der Saison 2010/11 acht Mal für den norwegischen Erstligisten Stabæk Håndball auf. Anschließend ging die Rückraumspielerin nur noch für Stabæk auf Torejagd, mit dem sie in den Spielzeiten 2012/13 und 2013/14 am Europapokal der Pokalsieger teilnahm. Im Sommer 2014 schloss sie sich dem französischen Erstligisten Issy Paris Hand an, der sich im Jahre 2018 in Paris 92 umbenannte. Zur Saison 2019/20 wechselte sie zum dänischen Erstligisten Silkeborg-Voel KFUM. Im November 2019 beendete sie verletzungsbedingt ihre Karriere.
Oftedal durchlief sämtliche norwegische Jugendauswahlmannschaften. Sie belegte mit Norwegen den dritten Platz bei der U-17-Europameisterschaft 2011, den dritten Platz bei der U-18-Weltmeisterschaft 2012, den vierten Platz bei der U-19-Europameisterschaft 2013 sowie den neunten Platz bei der U-20-Weltmeisterschaft 2014. Am 5. Juni 2014 bestritt sie eine Partie für die norwegische B-Nationalmannschaft, in der ihr drei Treffer gelangen. Ihr Länderspieldebüt für die A-Nationalmannschaft bestritt sie am 15. Juni 2017.

## Privates
Hanna Oftedal Sagosen ist mit dem norwegischen Handballspieler Sander Sagosen verheiratet. Im Juli 2023 kam ihr Sohn zur Welt. Ihre Schwester Stine Oftedal Dahmke spielte ebenfalls Handball und ist mit dem deutschen Handballspieler Rune Dahmke verheiratet. Weiterhin spielt auch ihr Bruder Herman Bredal Oftedal Handball.